# 3.ª etapa del Tour de Francia 2023
La 3.ª etapa del Tour de Francia 2023 tuvo lugar el 3 de julio de 2023 y consistió en una etapa llana con inicio en Amorebieta-Echano, España, y final en Bayona, Francia sobre un recorrido de 193,5 km.

## Clasificación de la etapa
| Amorebieta-Echano - Bayona | etapa llana | (193,5 km) |

| \| Clasificación de la etapa \| Clasificación de la etapa \| Clasificación de la etapa \| Clasificación de la etapa \| Clasificación de la etapa \| \| Ciclista \| Ciclista \| Equipo \| Tiempo \| \| \| ------------------------- \| ------------------------- \| ------------------------- \| ------------------------- \| ------------------------- \| \| 1.º \| Jasper Philipsen \| Alpecin-Deceuninck \| 4 h 43 min 15 s \| \| \| 2.º \| Phil Bauhaus \| Bahrain Victorious \| + 0 s \| \| \| 3.º \| Caleb Ewan \| Lotto Dstny \| + 0 s \| \| \| 4.º \| Fabio Jakobsen \| Soudal Quick-Step \| + 0 s \| \| \| 5.º \| Wout van Aert \| Jumbo-Visma \| + 0 s \| \| \| 6.º \| Mark Cavendish \| Astana Qazaqstan Team \| + 0 s \| \| \| 7.º \| Jordi Meeus \| Bora-Hansgrohe \| + 0 s \| \| \| 8.º \| Dylan Groenewegen \| Team Jayco AlUla \| + 0 s \| \| \| 9.º \| Mads Pedersen \| Lidl-Trek \| + 0 s \| \| \| 10.º \| Bryan Coquard \| Cofidis \| + 0 s \| \| |                   |                       |                 |
| |                   |                       |                 |
| Fuente: ProCyclingStats |                   |                       |                 |
| Clasificación de la etapa |                   |                       |                 |
| Ciclista | Ciclista          | Equipo                | Tiempo          |
| 1.º | Jasper Philipsen  | Alpecin-Deceuninck    | 4 h 43 min 15 s |
| 2.º | Phil Bauhaus      | Bahrain Victorious    | + 0 s           |
| 3.º | Caleb Ewan        | Lotto Dstny           | + 0 s           |
| 4.º | Fabio Jakobsen    | Soudal Quick-Step     | + 0 s           |
| 5.º | Wout van Aert     | Jumbo-Visma           | + 0 s           |
| 6.º | Mark Cavendish    | Astana Qazaqstan Team | + 0 s           |
| 7.º | Jordi Meeus       | Bora-Hansgrohe        | + 0 s           |
| 8.º | Dylan Groenewegen | Team Jayco AlUla      | + 0 s           |
| 9.º | Mads Pedersen     | Lidl-Trek             | + 0 s           |
| 10.º | Bryan Coquard     | Cofidis               | + 0 s           |

## Clasificaciones al final de la etapa

### Clasificación general(Maillot Jaune)
| \| Clasificación general \| Clasificación general \| Clasificación general \| Clasificación general \| Clasificación general \| \| Ciclista \| Ciclista \| Equipo \| Tiempo \| \| \| --------------------- \| --------------------- \| --------------------- \| --------------------- \| --------------------- \| \| 1.º \| Adam Yates \| UAE Team Emirates \| 13 h 52 min 33 s \| \| \| 2.º \| Tadej Pogačar \| UAE Team Emirates \| + 6 s \| \| \| 3.º \| Simon Yates \| Team Jayco AlUla \| + 6 s \| \| \| 4.º \| Victor Lafay \| Cofidis \| + 12 s \| \| \| 5.º \| Wout van Aert \| Jumbo-Visma \| + 16 s \| \| \| 6.º \| Jonas Vingegaard \| Jumbo-Visma \| + 17 s \| \| \| 7.º \| Michael Woods \| Israel-Premier Tech \| + 22 s \| \| \| 8.º \| Jai Hindley \| Bora-Hansgrohe \| + 22 s \| \| \| 9.º \| Carlos Rodríguez \| Ineos Grenadiers \| + 22 s \| \| \| 10.º \| Mattias Skjelmose \| Lidl-Trek \| + 22 s \| \| |                   |                     |                  |
| |                   |                     |                  |
| Fuente: ProCyclingStats |                   |                     |                  |
| Clasificación general |                   |                     |                  |
| Ciclista | Ciclista          | Equipo              | Tiempo           |
| 1.º | Adam Yates        | UAE Team Emirates   | 13 h 52 min 33 s |
| 2.º | Tadej Pogačar     | UAE Team Emirates   | + 6 s            |
| 3.º | Simon Yates       | Team Jayco AlUla    | + 6 s            |
| 4.º | Victor Lafay      | Cofidis             | + 12 s           |
| 5.º | Wout van Aert     | Jumbo-Visma         | + 16 s           |
| 6.º | Jonas Vingegaard  | Jumbo-Visma         | + 17 s           |
| 7.º | Michael Woods     | Israel-Premier Tech | + 22 s           |
| 8.º | Jai Hindley       | Bora-Hansgrohe      | + 22 s           |
| 9.º | Carlos Rodríguez  | Ineos Grenadiers    | + 22 s           |
| 10.º | Mattias Skjelmose | Lidl-Trek           | + 22 s           |

### Clasificación por puntos(Maillot Vert)
| Clasificación por puntos | Clasificación por puntos | Clasificación por puntos | Clasificación por puntos | Clasificación por puntos |
| Ciclista                 | Ciclista                 | Equipo                   | Puntos                   |                          |
| ------------------------ | ------------------------ | ------------------------ | ------------------------ | ------------------------ |
| 1.º                      | Victor Lafay             | Cofidis                  | 80 pts                   |                          |
| 2.º                      | Jasper Philipsen         | Alpecin-Deceuninck       | 80 pts                   |                          |
| 3.º                      | Wout van Aert            | Jumbo-Visma              | 52 pts                   |                          |
| 4.º                      | Tadej Pogačar            | UAE Team Emirates        | 42 pts                   |                          |
| 5.º                      | Mads Pedersen            | Lidl-Trek                | 39 pts                   |                          |
| 6.º                      | Mark Cavendish           | Astana Qazaqstan Team    | 36 pts                   |                          |
| 7.º                      | Neilson Powless          | EF Education-EasyPost    | 32 pts                   |                          |
| 8.º                      | Michael Woods            | Israel-Premier Tech      | 31 pts                   |                          |
| 9.º                      | Jordi Meeus              | Bora-Hansgrohe           | 31 pts                   |                          |
| 10.º                     | Adam Yates               | UAE Team Emirates        | 30 pts                   |                          |

### Clasificación de la montaña(Maillot à Pois Rouges)
| Clasificación de la montaña | Clasificación de la montaña | Clasificación de la montaña | Clasificación de la montaña | Clasificación de la montaña |
| Ciclista                    | Ciclista                    | Equipo                      | Puntos                      |                             |
| --------------------------- | --------------------------- | --------------------------- | --------------------------- | --------------------------- |
| 1.º                         | Neilson Powless             | EF Education-EasyPost       | 18 pts                      |                             |
| 2.º                         | Tadej Pogačar               | UAE Team Emirates           | 7 pts                       |                             |
| 3.º                         | Jonas Vingegaard            | Jumbo-Visma                 | 4 pts                       |                             |
| 4.º                         | Pascal Eenkhoorn            | Lotto Dstny                 | 3 pts                       |                             |
| 5.º                         | Georg Zimmermann            | Intermarché-Circus-Wanty    | 3 pts                       |                             |
| 6.º                         | Laurent Pichon              | Arkéa-Samsic                | 3 pts                       |                             |
| 7.º                         | Jonas Gregaard              | Uno-X Pro Cycling Team      | 2 pts                       |                             |
| 8.º                         | Simon Yates                 | Team Jayco AlUla            | 2 pts                       |                             |
| 9.º                         | Esteban Chaves              | EF Education-EasyPost       | 2 pts                       |                             |
| 10.º                        | Edvald Boasson Hagen        | TotalEnergies               | 2 pts                       |                             |

### Clasificación del mejor joven(Maillot Blanc)
| Clasificación del mejor joven | Clasificación del mejor joven | Clasificación del mejor joven | Clasificación del mejor joven | Clasificación del mejor joven |
| Ciclista                      | Ciclista                      | Equipo                        | Tiempo                        |                               |
| ----------------------------- | ----------------------------- | ----------------------------- | ----------------------------- | ----------------------------- |
| 1.º                           | Tadej Pogačar                 | UAE Team Emirates             | 13 h 52 min 39 s              |                               |
| 2.º                           | Carlos Rodríguez              | Ineos Grenadiers              | + 16 s                        |                               |
| 3.º                           | Mattias Skjelmose             | Lidl-Trek                     | + 16 s                        |                               |
| 4.º                           | Thomas Pidcock                | Ineos Grenadiers              | + 37 s                        |                               |
| 5.º                           | Matthew Dinham                | Team DSM-Firmenich            | + 3 min 02 s                  |                               |
| 6.º                           | Tobias Halland Johannessen    | Uno-X Pro Cycling Team        | + 4 min 34 s                  |                               |
| 7.º                           | Corbin Strong                 | Israel-Premier Tech           | + 5 min 37 s                  |                               |
| 8.º                           | Felix Gall                    | AG2R Citroën Team             | + 5 min 37 s                  |                               |
| 9.º                           | Mathieu Burgaudeau            | TotalEnergies                 | + 11 min 49 s                 |                               |
| 10.º                          | Matis Louvel                  | Arkéa-Samsic                  | + 13 min 03 s                 |                               |

### Clasificación por equipos(Classement par Équipe)
| Clasificación por equipos | Clasificación por equipos | Clasificación por equipos | Clasificación por equipos |
| Equipo                    | Equipo                    | Tiempo                    |                           |
| ------------------------- | ------------------------- | ------------------------- | ------------------------- |
| 1.º                       | Jumbo-Visma               | 41 h 38 min 45 s          |                           |
| 2.º                       | Bahrain Victorious        | + 42 s                    |                           |
| 3.º                       | Ineos Grenadiers          | + 42 s                    |                           |
| 4.º                       | UAE Team Emirates         | + 1 min 07 s              |                           |
| 5.º                       | Lidl-Trek                 | + 3 min 26 s              |                           |
| 6.º                       | Groupama-FDJ              | + 5 min 11 s              |                           |
| 7.º                       | Israel-Premier Tech       | + 5 min 42 s              |                           |
| 8.º                       | Bora-Hansgrohe            | + 8 min 46 s              |                           |
| 9.º                       | AG2R Citroën Team         | + 9 min 26 s              |                           |
| 10.º                      | Team DSM-Firmenich        | + 13 min 31 s             |                           |

## Abandonos
Ninguno.